# Волож, Юрий Абрамович
Ю́рий Абра́мович Во́лож (род. 30 марта 1938, Тирасполь, Молдавская АССР) — советский и российский учёный-геолог, специалист по нефтяным месторождениям Прикаспия и один из открывателей месторождения Кашаган, лауреат премии имени Н. С. Шатского (2015).

## Биография
Родился 30 марта 1938 года в Тирасполе (Молдавская АССР), в семье уроженца Двинска Абрама Рувиновича (Рувимовича) Воложа.
В 1959 году окончил геологический факультет Казахского государственного университета, затем работал в геофизических организациях Министерства геологии СССР в Казахстане и Белоруссии.
В 1971 году защитил кандидатскую диссертацию по истории формирования Прикаспийской впадины.
С 1973 года начал работать главным геологом в лаборатории региональных исследований Казахского филиала Всесоюзного института разведочной геофизики (ВИРГ), где он занимался интерпретацией глубинных сейсмических исследований и продолжал исследования осадочных бассейнов.
С 1977 по 1991 годы организовал и возглавил в Институте геологических наук Академии Наук Казахской ССР первую в СССР лабораторию сейсмостратиграфии.
В 1990 году защитил докторскую диссертацию на тему: «Осадочные бассейны Западного Казахстана (на основе сейсмостратиграфического анализа)».
С 1991 года по настоящее время работает главным научным сотрудником в Геологическом институте РАН.

## Научная деятельность
Автор более ста научных работ по вопросам геологического строения и нефтегазоносности различных регионов и методике геологической интерпретации геофизических материалов, а также четырёх монографий, ряда сводных тектонических карт и карт перспектив нефтегазоносности территорий Казахстана и бывшего Советского Союза.
Один из создателей уникального международного Атласа палеогеографических и палинспастических карт Центральной Азии.
Под его руководством разработана новая модель строения Астраханского карбонатного массива, прогнозирующая возможность открытия здесь крупных залежей нефти.
По его рекомендациям на юге Прикаспийской впадины открыты месторождения газа «Западно-Астраханское» в Астраханской области и «Хонгр» в Калмыкии.
Автор монографий «Астраханский карбонатный массив: строение и нефтегазоносность» и «Оренбургский тектонический узел: геологическое строение и нефтегазоносность».
Член редколлегии журнала «Геотектоника».

## Семья
Жена — Софья Львовна Волож (урождённая Усминская, 1937—2019), уроженка Полоцка, музыкальный педагог, до 1964 года преподаватель Гурьевского музыкального училища, с 1968 года — Алма-Атинской консерватории. Её брат — заслуженный артист России Вольф Усминский (род. 1930), скрипач, дирижёр, профессор Уральской консерватории имени М. П. Мусоргского.
- Сын — Аркадий Юрьевич Волож (род. 1964), сооснователь и генеральный директор компании «Яндекс».
- Дочь — Елена Юрьевна Землинская (род. 1963).

## Награды
- 1991 — Знак «Первооткрыватель месторождения» (за открытие Кумкольского газонефтяного месторождения)
- 1998 — Знак «Почётный разведчик недр»[7]
- 2010 — Премия «Газпрома» (за комплекс работ и рекомендаций по Астраханской области)
- 2015 — Премия имени Н. С. Шатского (за цикл работ, посвящённых изучению глубинного строения Восточно-Европейской платформы; совместно с Т. Н. Херасковой, М. П. Антиповым)
- 2022 — медаль «Эмбамунайгаз», Казахстан[8].